# 1364
| 1364               |
| ------------------ |
| Dødsfald - Fødsler |
|                    |

| Gregoriansk kalender | 1364 MCCCLXIV           |
| Ab urbe condita      | 2117                    |
| Armensk kalender     | 813 ԹՎ ՊԺԳ              |
| Kinesiske kalender   | 4060 – 4061 癸卯 – 甲辰 |
| Etiopisk kalender    | 1356 – 1357             |
| Jødisk kalender      | 5124 – 5125             |
| Hindukalendere       |                         |
| - Vikram Samvat      | 1419 – 1420             |
| - Shaka Samvat       | 1286 – 1287             |
| - Kali Yuga          | 4465 – 4466             |
| Iransk kalender      | 742 – 743               |
| Islamisk kalender    | 765 – 766               |

Konge i Danmark: Valdemar 4. Atterdag 1340-1375
Se også 1364 (tal)

## Dødsfald
- Valdemar 3., dansk konge (årstal usikkert) (født ca. 1314).